# Recesso parlamentar

Caricatura de Junior Lima, mostrando a "folga" a que têm direito os parlamentares brasileiros.

Recesso parlamentar é o período em que os parlamentos não funcionam, no Brasil, um equivalente para os integrantes do Poder Legislativo às férias a que têm direito os trabalhadores de um modo geral. No país, até o Escândalo do Mensalão, os parlamentares federais tinham direito a 90 dias de férias e a salário em dobro, caso houvesse uma convocação extraordinária; foi então aprovada, por pressão da opinião pública, uma emenda constitucional, que reduziu os períodos de recesso para no máximo de 55 dias ao ano, divididos em dois períodos - como no calendário escolar. Em âmbito federal, a Constituição prevê dois períodos de suspensão dos trabalhos legislativos: de 23 de dezembro a 1º de fevereiro e de 18 a 31 de julho. Esta limitação constitucional obriga o teto máximo de 55 dias aos parlamentos federais (Câmara dos Deputados e Senado), Assembleias estaduais e as câmaras de vereadores.